# Simon Špilak
Simon Špilak (Tišina, 23 juni 1986) is een voormalig Sloveens wielrenner die het grootste deel van zijn profloopbaan reed voor Team Katjoesja Alpecin.

## Biografie
Simon Špilak behaalde in 2004 brons op het WK in Verona door in de wegwedstrijd bij de junioren als derde te eindigen, achter Roman Kreuziger en Rafaâ Chtioui. Hij won dat jaar ook nog onder andere de GP dell'Arno, het eindklassement van de rittenkoers Luik-La Gleize en werd nationaal kampioen op de weg én in de tijdrit. Vanaf het daaropvolgende seizoen kwam hij uit voor de continentale ploeg Adria Mobil, waar hij onder andere de Poreč Trophy won.
In 2007 brak hij door bij de beloften. Hij was een van de sterksten in de Ronde van de Toekomst, wat uiteindelijk resulteerde in een vierde plek in de eindrangschikking. Ook was hij veel in beeld tijdens het Wereldkampioenschap in het Duitse Stuttgart. Al deze prestaties leverden hem een contract op voor 2008 bij Lampre.
In zijn eerste jaar bij Lampre viel hij meteen op in de Vlaamse klassiekers waarin hij naar een negende plek in de Ronde van Vlaanderen reed. Ook in Parijs-Nice gooiden zijn prestaties hoge ogen: hij beklom de Mont Ventoux beter dan onder meer Damiano Cunego.
In 2010 reed hij de Ronde van Romandië, waarin hij de vierde etappe won, als tweede eindigde in het algemeen klassement, en het jongerenklassement op zijn naam schreef. Op 31 mei 2010 werd winnaar Alejandro Valverde met terugwerkende kracht geschorst, waardoor Špilak alsnog de eindzege kreeg toegeschreven.
In de wegwedstrijd op de Olympische Spelen in Rio de Janeiro eindigde Špilak op plek 57, op twintig minuten van winnaar Greg Van Avermaet.

## Palmares

### Belangrijkste overwinningen
2003
GP dell'Arno, Junioren
1e etappe Ronde van Kroatië, Junioren
2004
GP dell'Arno, Junioren
Eindklassement Luik-La Gleize, Junioren
 Sloveens kampioen op de weg, Junioren
 Sloveens kampioen tijdrijden, Junioren
2005
 Sloveens kampioen op de weg, Beloften
2006
Poreč Trophy
1e etappe Steiermark Rundfahrt
Eindklassement Steiermark Rundfahrt
2007
Ronde van de Picardische Kust
Jongerenklassement Ronde van Slovenië
2009
3e etappe Ronde van Slovenië
2010
4e etappe Ronde van Romandië
Eind- en jongerenklassement Ronde van Romandië 
2013
Grote Prijs Miguel Indurain
4e etappe Ronde van Romandië
Rund um den Finanzplatz Eschborn-Frankfurt
2014
3e etappe Ronde van Romandië
5e etappe Critérium du Dauphiné
3e etappe Arctic Race of Norway
2015
Eindklassement Ronde van Zwitserland
2017
7e etappe Ronde van Zwitserland
Eindklassement Ronde van Zwitserland
1. ↑  Špilak werd aanvankelijk tweede in het eindklassement, maar na de dopingschorsing van Alejandro Valverde kreeg hij de overwinning toegewezen.

### Resultaten in voornaamste wedstrijden
| Jaar | Ronde van Italië | Ronde van Frankrijk | Ronde van Spanje |
| ---- | ---------------- | ------------------- | ---------------- |
| 2008 | 48e              |                     |                  |
| 2009 |                  | 109e                |                  |
| 2010 |                  | opgave              |                  |
| 2011 | 117e             |                     |                  |
| 2012 |                  |                     |                  |
| 2013 |                  |                     |                  |
| 2014 |                  | opgave              |                  |
| 2015 |                  |                     |                  |
| 2016 |                  |                     |                  |
| 2017 |                  |                     |                  |
| 2018 |                  |                     |                  |

| Jaar | Milaan-San Remo | Gent-Wevelgem | Ronde van Vlaanderen | Parijs-Roubaix | Amstel Gold Race | Luik-Bast.‑Luik | Ronde van Lombardije | Clásica San Sebastián | Eschborn-Frankfurt |  | WK op de weg |  | Wereldranglijsten |
| ---- | --------------- | ------------- | -------------------- | -------------- | ---------------- | --------------- | -------------------- | --------------------- | ------------------ |  | ------------ |  | ----------------- |
| 2008 |                 |               | 9e                   |                | 128e             | 87e             |                      |                       |                    |  |              |  | 94e (UPT)         |
| 2009 |                 |               | 42e                  | 103e           |                  |                 |                      | 28e                   |                    |  |              |  |                   |
| 2010 |                 |               | 30e                  |                |                  |                 |                      |                       |                    |  | 31e          |  | 47e (UWK)         |
| 2011 |                 | 27e           | opgave               |                |                  |                 |                      |                       |                    |  |              |  |                   |
| 2012 | opgave          |               |                      |                |                  |                 |                      |                       |                    |  |              |  | 61e (UWT)         |
| 2013 |                 |               |                      |                | opgave           |                 |                      |                       | Goud               |  |              |  | 21e (UWT)         |
| 2014 |                 |               |                      |                |                  |                 |                      |                       |                    |  |              |  | 29e (UWT)         |
| 2015 |                 |               |                      |                |                  |                 |                      | 82e                   |                    |  |              |  | 16e (UWT)         |
| 2016 | 75e             |               |                      |                |                  |                 |                      |                       |                    |  |              |  | 78e (UWT)         |
| 2017 | 59e             |               |                      |                |                  |                 |                      |                       |                    |  |              |  | 55e (UWT)         |
| 2018 | 34e             |               |                      |                |                  |                 | 60e                  |                       | 27e                |  | opgave       |  |                   |

### Resultaten in kleinere rondes
| Jaar | Parijs-Nice | Tirreno-Adriatico | Ronde van Catalonië | Ronde van het Baskenland | Ronde van Romandië | Critérium du Dauphiné | Ronde van Zwitserland | Ronde van Polen | Eneco Tour | Ronde van Duitsland |
| ---- | ----------- | ----------------- | ------------------- | ------------------------ | ------------------ | --------------------- | --------------------- | --------------- | ---------- | ------------------- |
| 2008 | 11e         |                   |                     |                          |                    |                       |                       |                 |            | 37e                 |
| 2009 | opgave      |                   |                     |                          |                    | 77e                   |                       |                 | 27e        |                     |
| 2010 |             | 18e               |                     |                          | ↑ (1)              |                       | opgave                |                 | 11e        |                     |
| 2011 | 13e         |                   |                     |                          | 21e                |                       |                       | 73e             |            |                     |
| 2012 | 4e          |                   |                     | 10e                      | 8e                 |                       | opgave                |                 | 26e        |                     |
| 2013 | 6e          |                   | 34e                 | 4e                       | ↑ (1)              |                       | 9e                    | opgave          | opgave     |                     |
| 2014 | 8e          |                   |                     | 4e                       | ↑ (1)              | 85e (1)               |                       |                 |            |                     |
| 2015 | ↑           |                   |                     | 12e                      | ↑                  |                       | ↑                     |                 | 42e        |                     |
| 2016 | 31e         |                   |                     | 8e                       | 7e                 |                       | 9e                    | opgave          |            |                     |
| 2017 |             | 11e               |                     | 10e                      | 30e                |                       | ↑ (1)                 | 51e             |            |                     |
| 2018 |             | 27e               |                     | 48e                      | 30e                |                       | 6e                    | 31e             |            |                     |
| 2019 | 59e         |                   | opgave              |                          | 9e                 |                       |                       |                 |            |                     |

## Ploegen
- 2005 –  KRKA-Adria Mobil
- 2006 –  Adria Mobil
- 2007 –  Adria Mobil
- 2008 –  Lampre
- 2009 –  Lampre-NGC
- 2010 –  Lampre-Farnese Vini
- 2011 –  Lampre-ISD
- 2012 –  Katjoesja Team
- 2013 –  Katjoesja
- 2014 –  Team Katjoesja
- 2015 –  Team Katjoesja
- 2016 –  Team Katjoesja
- 2017 –  Team Katjoesja Alpecin
- 2018 –  Team Katjoesja Alpecin
- 2019 –  Team Katjoesja Alpecin